# 全联盟共产党布尔什维克

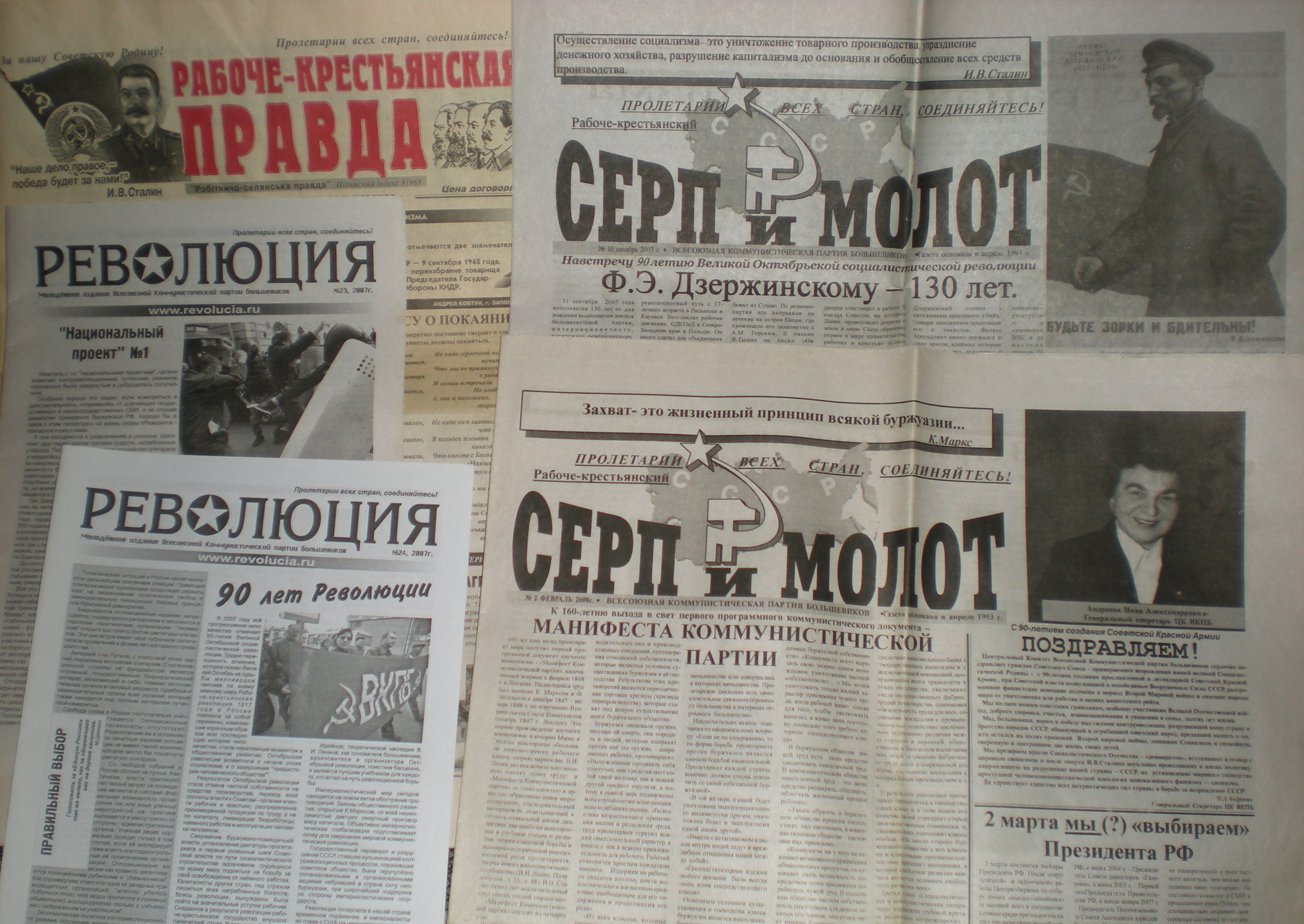
全联盟共产党布尔什维克发行的报纸

全联盟共产党布尔什维克（俄语：Всесоюзная Коммунистическая партия большевиков，Vsesoyuznaya Kommunisticheskaya Partiya bol'shevikov）是一個活躍于俄罗斯及其他后苏联国家的共产主义政党。该党成立于1991年11月8日。

## 分裂
自该党成立以来，多次发生分裂：
- 全联盟共产党（布尔什维克） (1995年)——1995年就参与立法选举的问题发生分裂。
- 全联盟共产党（布尔什维克）（革命者）——2015年党内左翼指责中央走向右倾而分裂出来。
- 2020年夏，在尼娜·安德烈耶娃死后，皮亚季戈尔斯克的党员组织替代委员会，总书记是尼古拉·德格蒂亚连科。该党被称为全联盟共产党（布尔什维克）（北高加索局）。该党认为自己是真正的全联盟共产党（布尔什维克）。
- 2022年起，全联盟共产党（布尔什维克）（V·泽利科夫）更名为全联盟共产党（布尔什维克）（尼娜·安德烈耶娃）。
- 2021年，党的一些基层委员会举行了独立的大会。这些组织采纳了非正式的名称全联盟共产党（布尔什维克）（斯维尔德洛夫斯克大会）。

2022年，全联盟共产党（布尔什维克） (1995年)与全联盟共产党（布尔什维克）（斯维尔德洛夫斯克大会）召开统一大会。统一后的新党名为马列主义布尔什维克党。然而，这一决定尚未得到全联盟共产党（布尔什维克） (1995年)所有基层组织的同意。